# Karai József
Karai József (Budapest, 1927. november 8. – ?, 2013. szeptember 7.) zeneszerző, karnagy.

## Élete
Budapesten és Pécsen volt diák, a második világháború utolsó szakaszában katonaként szolgált, ez után a villamosművek segédmunkása lett.
1947 és 1955 között a Zeneakadémián Farkas Ferencnél és Viski Jánosnál zeneszerzést, Ferencsik Jánosnál, Kórodi Andrásnál és Somogyi Lászlónál vezénylést tanult.
Már 1947-től a Famunkás Szakszervezet Férfikarának korrepetitora, 1951-ben házasodott meg és lett az Építők Központi Kórusának zongorakísérője, majd karnagya. 1969-től már csak mint szabadúszó zeneszerző, főként kórusművek alkotója tevékenykedett, hivatalosan nem kötődött egyik énekkarhoz sem, de a hazai kóruséletben aktívan jelen volt.
Több művét különböző letétekben is megírta.

## Művei

### Kórusművek

#### Gyermek- és nőikarok
- Két nőikar (1955–56)
- Estéli nótázás (1956)
- Téli táj (1956)
- Száncsengő (1956)
- Vadrózsa (1956)
- Tűz
- Két gyermekkar (1956–57)
- Kis népdalszvit (1958)
- A remény dalai (1963)
- Barangolók (1963)
- Fiatal életek indulója (1965)
- Áldalak búval, vigalommal (1969)
- Tavaszi kantáta (1970)
- Kodály szavai (1970)
- Kórus Kodály emlékére (1971)
- Litánia (1976)
- Éjszaka (1976)
- Intés az őrzőkhöz (1977)
- Varázsének (1978)
- Ringató (1980)
- Salve Regina (1985)
- Hodie Christus natus est (1989)

#### Férfikarok
- Hodie Christus natus est (1998)

#### Vegyeskarok
- A fonóban tánc jár (1951)
- Új várak épültek (1959)
- Vidám nóta (1961)
- Csodálkozás (1965)
- A tűz csiholói (1968–69)
- Tizenkét spirituálé (1969, 1976)
- Love (1970, Robert Browning versére)
- Adok neked egy almát (1970)
- Himnusz a békéről (1971)
- Intés az őrzőkhöz (1977)
- Adeste fideles (1996)

### Énekhang zenekarral
- Óda baritonra és zenekarra (1980; József Attila verse)
- Három dal tenorra és vonószenekarra (1983)

### Oratórikus művek
- Concertino (1967)
- Tavaszi kantáta (1970)
- Tündérsíp (1976)
- Téli szvit (1981)
- Himnusz az emberhez (1983)

### Zenekari művek
- Táncszvit (1968)
- Kis szvit (1978)
- Zene vonósokra (1978)
- Téli zene (1983)
- Nyári este '57–'84 (1984)
- Négy vidám tétel (1988)

### Kamarazene, hangszerszólók
- Szonatina szaxofonra és zongorára (1964)
- Változatok egy magyar népdalra fuvolára és zongorára (1966)
- Dance grotesque fuvolára és zongorára (1967)
- Partita orgonára (1973)
- Burleszk klarinétra és zongorára (1983)
- Divertimento fúvósötösre (1983–85)
- Fuvola–oboa–klarinét-trió (1983–85)
- Trombita–kürt–harsona-trió (1984)
- Toccata két zongorára (1985)

## Díjai
- 1972 – Erkel Ferenc-díj
- 1980 – SZOT-díj